# Challenge Trophy 1977
De Challenge Trophy 1977 was het 55e seizoen van Canada's nationale voetbalbeker voor mannenploegen, toen de enige nationale voetbalcompetitie in het land. De eindfase van de bekercompetitie vond plaats van vrijdag 9 tot zondag 11 september 1977 in St. Lawrence (Newfoundland). De kwalificaties werden gehouden van begin augustus tot begin september.

## Deelnemende teams
Alle tien de Canadese provincies vaardigden een team af om deel te nemen aan het Challenge Trophy-seizoen van 1977. Het betrof:
| Provincie            | Team                        | Plaats        |
| -------------------- | --------------------------- | ------------- |
| Alberta              | Edmonton Victoria Canadians | Edmonton      |
| Brits-Columbia       | Vancouver Columbus FC       | Vancouver     |
| Québec               | Olympique LaSalle           | Montréal      |
| Manitoba             | Winnipeg Ital-Inter         | Winnipeg      |
| New Brunswick        | Fredericton Galleons        | Fredericton   |
| Newfoundland         | St. Lawrence Laurentians    | St. Lawrence  |
| Nova Scotia          | Halifax Olands              | Halifax       |
| Ontario              | Toronto Hakoah              | Toronto       |
| Prince Edward Island | Belvedere Internationals    | Charlottetown |
| Saskatchewan         | Regina Concordia            | Regina        |

## Kwalificaties

### Format
Als organiserende provincie was de ploeg uit Newfoundland vrijgesteld van kwalificatiematchen. De negen andere provincies speelden kwalificatiewedstrijden tegen naburige provincies op drie locaties.
Uit West-Canada kwalificeerde de winnaar van het duel tussen Alberta en Brits-Columbia zich voor het hoofdtoernooi. Uit Centraal-Canada was het de winnaar van het duel Manitoba–Saskatchewan die doorstootte.
Voor een tweede deelnemer uit Oost-Canada (na de ploeg uit Newfoundland) werd daarentegen een hele kwalificatieronde georganiseerd. De respectievelijke ploegen uit Québec en de drie Maritieme Provincies speelden knock-outmatchen tot slechts een enkel team overbleef. Die overblijver speelde een beslissende wedstrijd tegen de ploeg uit Ontario.

### West-Canada
De West-Canadese kwalificatiewedstrijd werd afgewerkt op 6 augustus 1977 te Edmonton. Het was het bezoekende elftal van Vancouver Columbus FC dat zich wist te kwalificeren.
| Datum      | Thuisploeg                  | Uitslag | Uitploeg              |
| ---------- | --------------------------- | ------- | --------------------- |
| 6 augustus | Edmonton Victoria Canadians | 1–3     | Vancouver Columbus FC |

### Centraal-Canada
De Centraal-Canadese kwalificatiewedstrijd werd afgewerkt op 27 augustus 1977 te Winnipeg. De thuisploeg Winnipeg Ital-Inter wist zich te kwalificeren.
| Datum       | Thuisploeg          | Uitslag | Uitploeg         |
| ----------- | ------------------- | ------- | ---------------- |
| 27 augustus | Winnipeg Ital-Inter | 2–1     | Regina Concordia |

### Oost-Canada
In de eerste ronde stootten de teams uit New Brunswick en Nova Scotia door ten koste van respectievelijke Québec en Prins Edwardeiland. Van die twee overwinnaars trokken de Halifax Olands uit Nova Scotia aan het langste eind in ronde 2. In de beslissende wedstrijd bleek Toronto Hakoah, het team uit Ontario, echter te sterk.
| Ronde   | Datum       | Thuisploeg               | Uitslag | Uitploeg             |
| ------- | ----------- | ------------------------ | ------- | -------------------- |
| Ronde 1 | 7 augustus  | Belvedere Internationals | 1–2     | Fredericton Galleons |
| Ronde 1 | 21 augustus | Olympique LaSalle        | 0–3     | Halifax Olands       |
| Ronde 2 | 28 augustus | Halifax Olands           | 5–2     | Fredericton Galleons |
| Finale  | 3 september | Toronto Hakoah           | 3–0     | Halifax Olands       |

## Hoofdtoernooi

### Format
Het Newfoundlandse dorp St. Lawrence organiseerde voor het eerst in zijn geschiedenis de Challenge Trophy-eindfase. Daarin speelde hun eigen elftal tegen de drie ploegen die zich plaatsten in de kwalificatiefase. Het betrof twee halve finales, gevolgd door een troostfinale voor de bronzen medaille en de echte finale voor de eindwinst.

### Resultaten
| Datum        |                          | Uitslag  |                     |
| ------------ | ------------------------ | -------- | ------------------- |
| 9 september  | St. Lawrence Laurentians | 5–0      | Winnipeg Ital-Inter |
| 10 september | Vancouver Columbus       | 1–1 (p.) | Toronto Hakoah      |

| Datum        |                | Uitslag |                     |
| ------------ | -------------- | ------- | ------------------- |
| 11 september | Toronto Hakoah | 0–0     | Winnipeg Ital-Inter |

De Challenge Trophy-finale van 1977 was de tweede waarin een ploeg uit de provincie Newfoundland meespeelde; net als in 1975 betrof het daarenboven de St. Lawrence Laurentians. Opnieuw moesten de Laurentians echter de duimen leggen tegen de kampioen van Brits-Columbia. Vancouver Columbus FC wist voor de ogen van 4000 toeschouwers immers met het kleinste verschil te winnen op het Centennial Soccer Pitch te St. Lawrence – de 27e eindoverwinning voor Brits-Columbia.
| Datum        |                          | Uitslag |                    |
| ------------ | ------------------------ | ------- | ------------------ |
| 11 september | St. Lawrence Laurentians | 0–1     | Vancouver Columbus |